# Дендробиум девонский
Дендробиум девонский (лат. Dendrobium devonianum) — вид многолетних трявянистых растений семейства Орхидные (Orchidaceae).
Вид не имеет устоявшегося русского названия, в русскоязычных источниках чаще используется научное название Dendrobium devonianum.
Тайские названия: เอื้องสายพระอินทร์ (Ueang Sai Man Phra In), เอื้องสายลวด (Ueang Sai Luat), สายม่านพระอินทร์, เอื้องโรจน์เรือนแสง, เอื้องสายผากั้ง.

## Синонимы
По данным Королевских ботанических садов в Кью. 

Гомотипные синонимы:
- Dendrobium pulchellum var. devonianum (Paxton) Rchb.f. in W.G.Walpers, 1861
- Callista devoniana (Paxton) Kuntze, 1891

Гетеротипные синонимы:
- Dendrobium pictum Griff. ex Lindl., 1859, nom. nud.
- Dendrobium devonianum var. rhodoneurum Rchb.f., 1868
- Dendrobium moulmeinense C.S.P.Parish ex Hook.f., 1890
- Callista moulmeinensis (C.S.P.Parish ex Hook.f.) Kuntze, 1891

## Биологическое описание
Симподиальные вечнозелёные или листопадные растения средних размеров.

Псевдобульбы тонкие, до 32,5 см длиной.
Листья линейно-ланцетные, на конце заострённые.
Соцветия образуются на вызревших псевдобульбах.
Цветки плотные, ароматные, долго не увядающие, до 7,5 см в диаметре. По другим данным, диаметр цветков 2,5 см.

## Ареал, экологические особенности
Восточные Гималаи, Китай, Ассам, Бутан, Мьянма, Лаос, Вьетнам, север Таиланда.
Эпифит во влажных горных лесах на высотах от 500 до 2000 метров над уровнем моря. Цветение в конце зимы — весной. По другим данным цветение с мая по август.
Относится к числу охраняемых видов (II приложение CITES).

## В культуре
Температурная группа — от умеренной до тёплой.
Посадка на блок при наличии высокой относительной влажности воздуха и ежедневного полива, а также в горшок или корзинку для эпифитов. Субстрат не должен препятствовать движению воздуха. Состав субстрата — сосновая кора средней и крупной фракции. Полив по мере просыхания субстрата.
Во время вегетации полив обильный. Период покоя с осени по весну. В это время сокращают полив и снижают температуру воздуха.
Освещение: яркое рассеянное.